# Scadoxus puniceus
A Scadoxus puniceus az egyszikűek (Liliopsida) osztályának spárgavirágúak (Asparagales) rendjébe, ezen belül az amarilliszfélék (Amaryllidaceae) családjába tartozó faj.

## Előfordulása
A Scadoxus puniceus előfordulási területe Afrikában van. A következő országokban található meg: Botswana, Dél-afrikai Köztársaság, Dél-Szudán, Etiópia, Malawi, Mozambik, Szudán, Szváziföld, Tanzánia, Zambia és Zimbabwe.

## Képek

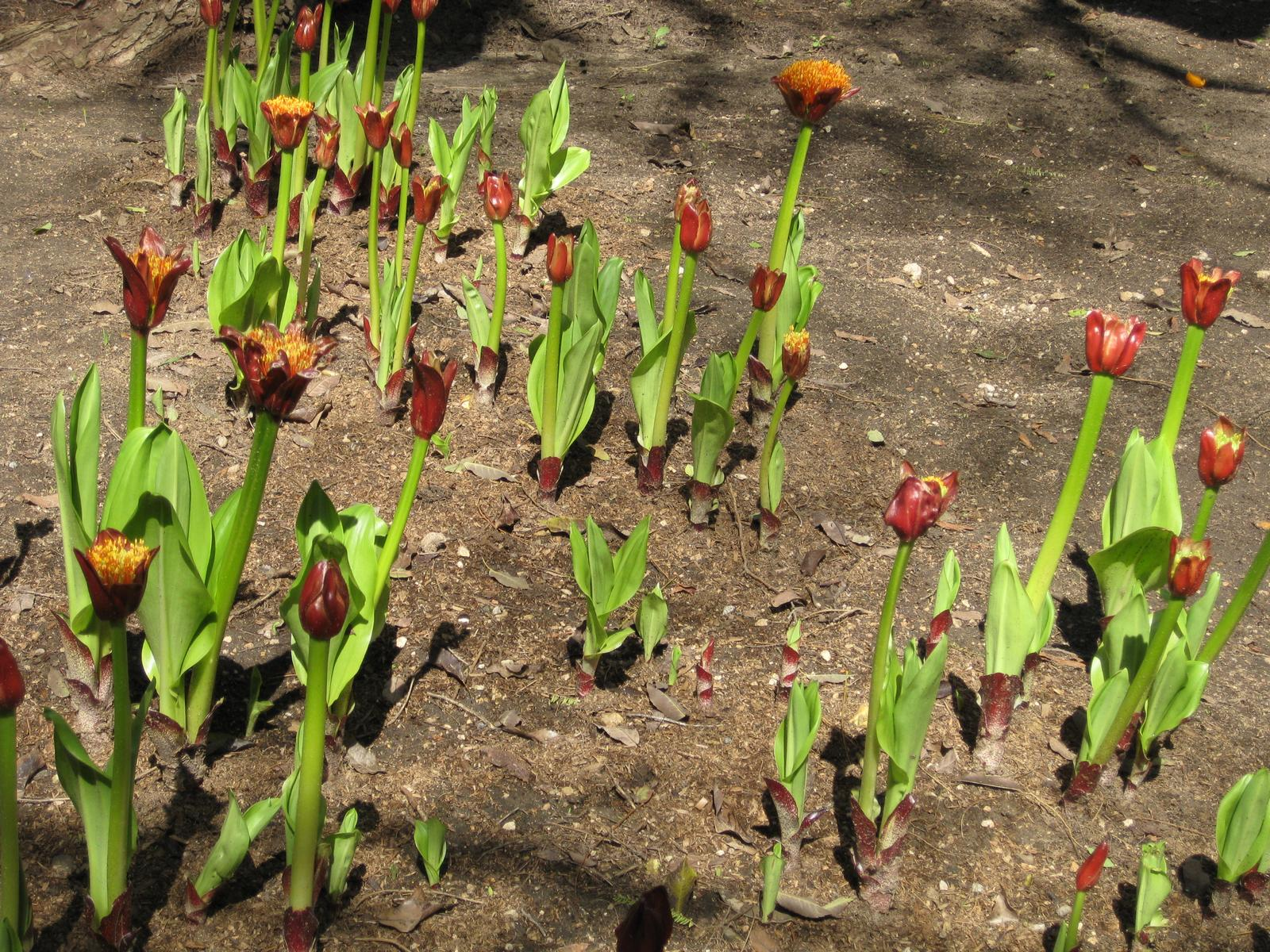
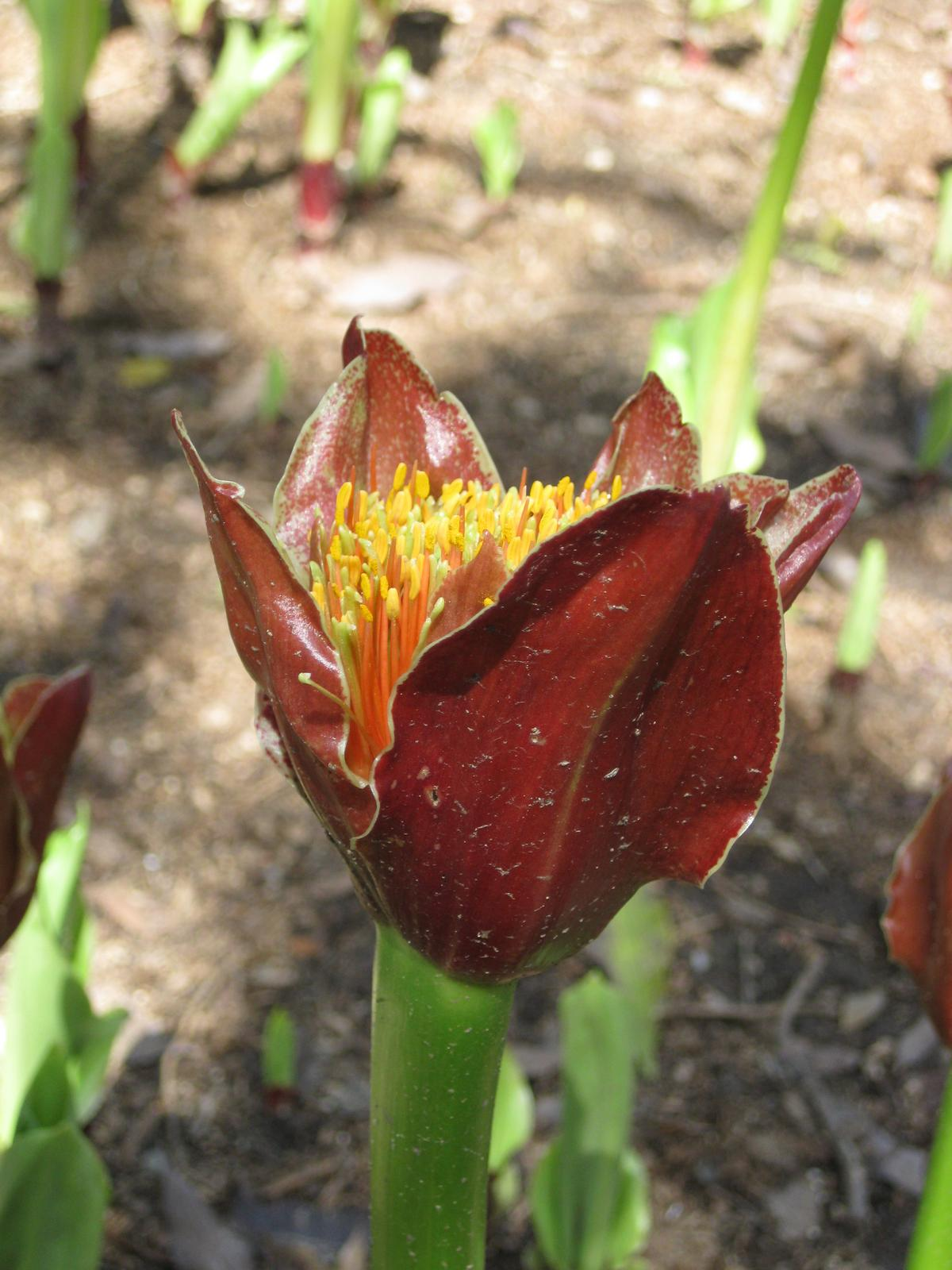
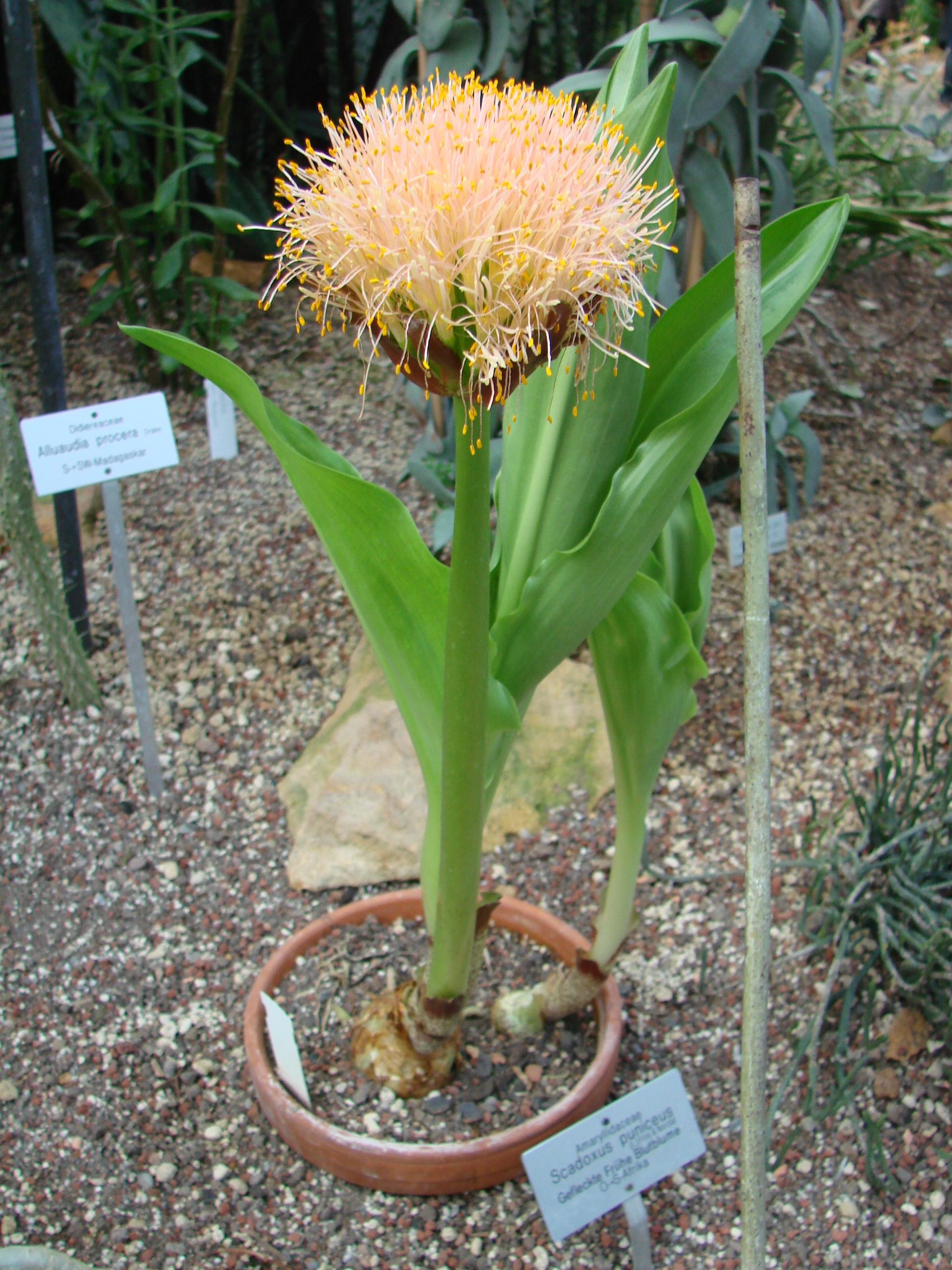
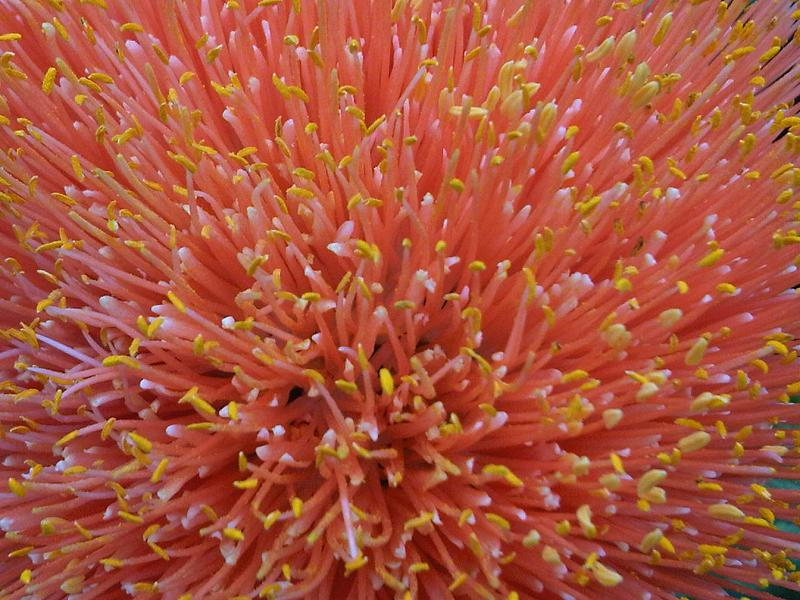
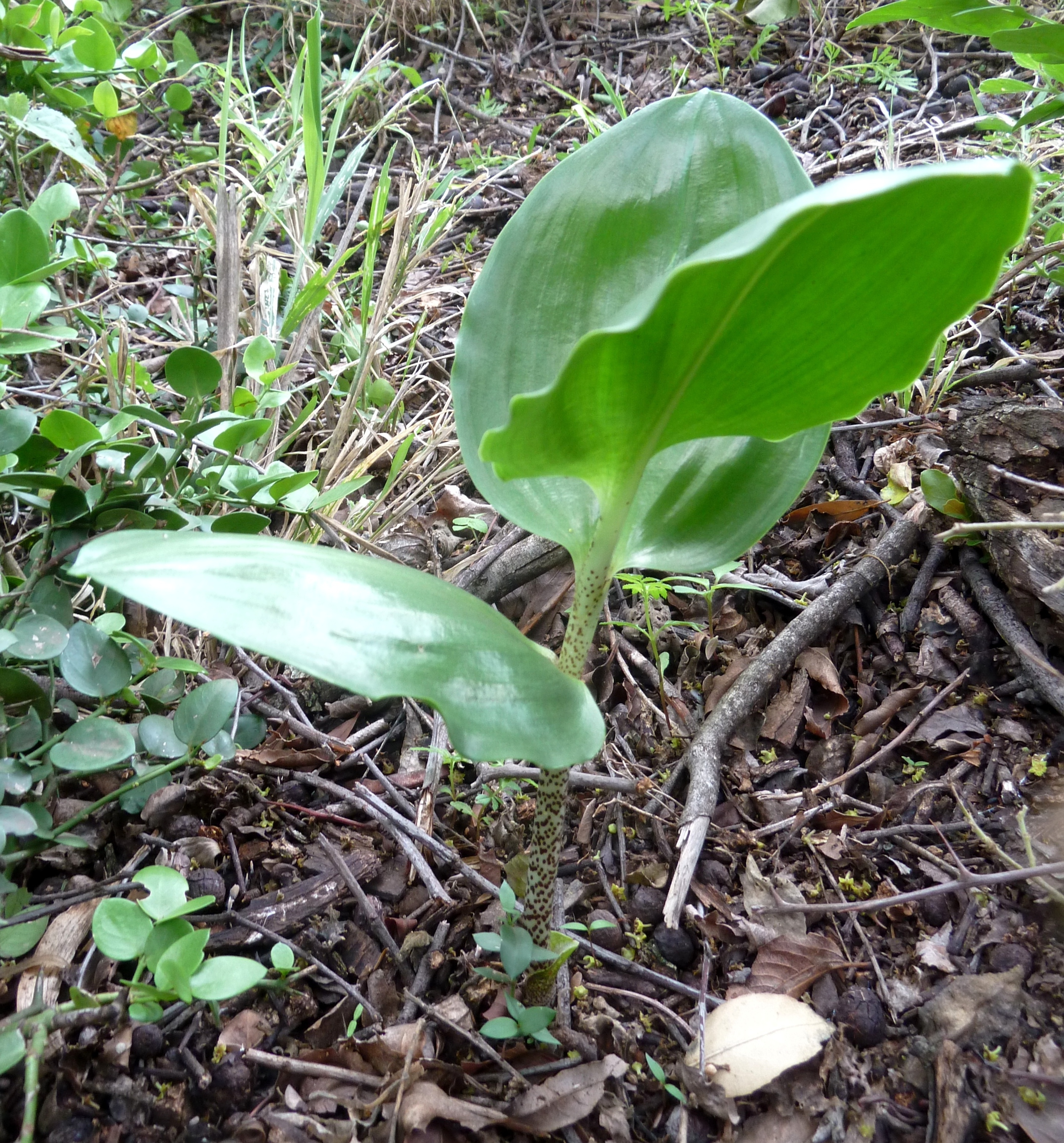

## Megjelenése
Hagymás növényfaj, amely 75 centiméter magasra is megnőhet. Az 5-50 centiméter magas levélnyelei hamis szárat alkotnak; ezeken gyakran barnásvörös vagy sötétlila foltok láthatók. A virágzata kúpszerű, és 30-100 darab virágot tartalmaz; színezete a rózsaszíntől a skarlátvörösig változik. A bogyótermése 5-10 milliméter átmérőjű.

## Életmódja
Az elsődleges élőhelyei a 2000-2700 méteres tengerszint feletti magasságok között lévő hegyi erdők, patakvölgyek vagy mocsarak. Azonban alacsonyabb szinteken és szárazabb területeken is megtalálható. Egyaránt megélhet a talajban vagy a fákon epifitonként.